# Asociación Tinerfeña de Amigos de la Naturaleza
La Asociación Tinerfeña de Amigos de la Naturaleza (ATAN), es una organización no gubernamental de carácter ecologista de la isla de Tenerife (Islas Canarias, España), fundada en 1971.

## Historia
ATAN se presentó públicamente en el club La Prensa del periódico El Día el 28 de mayo de 1971. Había surgido como una respuesta contra las talas brutales, así como "matarrasas" que se estaban realizando en los bosques de Tenerife, en los restos de laurisilva de la vertiente norte de la isla, concretamente en Agua García y Monte del Agua para sustituir especies autóctonas y endémicas por plantaciones de Pinus radiata. Solo unos meses antes, y con objetivos similares, se había fundado en Gran Canaria ASCAN. Ambas son las asociaciones ecologistas más veteranas de Canarias.
De la presentación de ATAN daba noticia el periódico El Día que señalaba la participación en dicho acto de numerosas autoridades, profesorado y alumnado de la Sección de Biológicas de la Universidad de La Laguna. Asistieron también el presidente de ASCAN representantes del Grupo Montañero, Boy Scouts, Club de Leones del Puerto de La Cruz, Centro de Iniciativas y Turismo de dicha localidad, así como numeroso público entre el que el que figuraban muchos extranjeros residentes en Tenerife. Entre sus socios fundadores se encontraban: Wolfredo Wildpret de la Torre, Carlos Silva Heuschkel (entonces estudiante de biología y elegido secretario de la nueva asociación), Juan José Bacallado Aránega, Gilberto Alemán, la profesora Cristina Roldán o el escritor y entomólogo Rafael Arozarena.
Esta primera etapa de ATAN puede considerarse fundamentalmente una organización conservacionista, caracterizada por trabajos centrados en la protección de la fauna, las plantas o los espacios naturales, como fue la colaboración en la redacción de la primera propuesta de Declaración de Espacios Marinos de las Canarias Orientales.
A finales de los años 1970 y principios de los 1980 a los contenidos conservacionistas se fue uniendo la "ecología social" y ATAN participó en la clasificación de los espacios naturales de Tenerife que se realizó junto a Cabildos, distintos técnicos y otros grupos ecologistas como MEVO (Movimiento Ecologista del Valle de la Orotava) y el Grupo Ecologista de Anaga, un trabajo que dio lugar a la Red de Espacios Protegidos de Canarias a través de la Ley 12/1987, de Declaración de Espacios Naturales de Canarias.
Dentro de su fin general de defensa del Medio Ambiente, sus objetivos concretos son la defensa del patrimonio natural y cultural de las islas Canarias, así como la ordenación y uso sostenible de los recursos del territorio y de la calidad de vida de sus habitantes. Para la realización de estos fines, ATAN lleva a cabo actividades de diversos tipos, como denuncias y acciones reivindicatorias, investigación y estudio, información y educación pública, culturales y recreativas (conferencias, proyecciones, concursos fotográficos, excursiones, etc.)
Son frecuentes su colaboraciones con otras organizaciones como Ben Magec, SEO Birdlife, Greenpeace, Amnistía Internacional, Ecologistas en Acción, etc.

## Publicaciones
- Asociación Tinerfeña de Amigos de la Naturaleza. (1986-). Memoria de gestión. Santa Cruz de Tenerife: ATAN.
- Asociación Tinerfeña de Amigos de la Naturaleza. (1992-). Boletín. Santa Cruz de Tenerife: ATAN.
- Contaminación litoral de las costas canarias: Informe Coastwatch.(1995). Santa Cruz de Tenerife: ATAN.
- Lorenzo, J.A. y J. González. (1993). Las aves de El Médano (Tenerife-Islas Canarias). Santa Cruz de Tenerife: ATAN.
- Fernández del Castillo Andersen, Miguel. (1998). Contribución al conocimiento de la fauna de las charcas de Tejina - Bajamar y su entorno, especial atención a la Polla de Agua (Gallinula chloropus). Santa Cruz de Tenerife: ATAN.